# Ivan Ivančan
Ivan Ivančan (Molve, 15. lipnja 1927. – 3. kolovoza 2006.), hrvatski etnolog, etnokoreograf i etnokoreolog.  

## Životopis
Rođen je u obitelji prosvjetnih djelatnika. Osnovnu školu pohađa u Krapini, a gimnaziju i glazbenu školu u Varaždinu i Zagrebu, gdje 1945. maturira na Prvoj muškoj realnoj gimnaziji. Završava studij kemijske tehnologije na Tehničkom fakultetu, a nakon toga i studij etnologije na Filozofskom fakultetu u Zagrebu, gdje je kasnije i doktorirao.
Radio je u Etnografskom muzeju u Zagrebu, Institutu za etnologiju i folkloristiku i Republičkom komitetu za prosvjetu, kulturu, fizičku i tehničku kulturu. Bio je dugogodišnji generalni i umjetnički ravnatelj Ansamblu narodnih plesova i pjesama Hrvatske LADO. Nakon umirovljenja živio je i radio u rodnim Molvama.
Bio je utemeljitelj i član mnogih stručnih, znanstvenih i folklornih udruženja i manifestacija u kojima je obnašao različite funkcije (Društvo folklorista Hrvatske, Savez udruženja folklorista Jugoslavije, Centar za mediteransku glazbu i ples (Tunis), International Folk Music Council, Odbor za plesnu kulturu Prosvjetnog sabora Hrvatske, Škola hrvatskog folklora (1963.), Zagrebačka škola scenske primjene folklora, Međunarodna smotra folklora u Zagrebu, Balkanski festival folklora u Ohridu, Festival jugoslavenskog folklora u Kopru, Smotra međimurskog folklora u Donjoj Dubravi, Folklorni ansambl Joža Vlahović, Hrvatsko društvo skladatelja, Društvo baletnih umjetnika Hrvatske, Hrvatsko društvo folklornih koreografa i voditelja, Folklorni ansmbl ''Zagreb - Markovac'', HKUD ''Osijek 1862.''). Pri Hrvatskoj autorskoj agenciji zaštićeno je 117 Ivančanovih koreografija, dok je ostale radio za kazalište, film i televiziju.
Umjetnički je oblikovao otvorenje Mediteranskih igara u Splitu te Univerzijade u Zagrebu.

## Znanstveni rad
Etnokoreologija je u Hrvatskoj postala samostalnim područjem istraživanja tek Ivančanovim dolaskom u Institut za etnologiju i folkloristiku (1954.). Naime, do pedesetih godina ovoga stoljeća istraživanjem plesa su se bavili isključivo etnomuzikolozi. Usporedno sa sličnim studijama u Europi, Ivančan je prema stilu i strukturi plesova odredio plesne zone na području Hrvatske. Aktivno sudjeluje u raspravi svjetski priznatih etnokoreologa koji su nastojali stvoriti univerzalnu terminologiju i kreirati analitičke metode istraživanja plesa. Predlaže pojam taktmotiv za najmanju jedinicu strukture plesa, odnosno za faktore koji se neće moći višeznačno tumačiti. Tijekom rada poduzima opsežna terenska istraživanja na području cijele Hrvatske koje detaljno opisuje u svojim knjigama.
Njegove koreografije postaju temeljem programa najkvalitetnijih hrvatskih folklornih ansambala, kao i mnogih europskih i svjetskih, koji svoju programsku koncepciju baziraju jednim dijelom na hrvatskim narodnim plesovima. S namjerom da osposobi folklorne koreografe i voditelje 1963. godine osniva Školu hrvatskog folklora. Poznavanje autentičnog materijala, terenski doživljaj, prenošenje vlastitog doživljaja na scenu te besprijekorno poznavanje scenskih zakona Ivančan ugrađuje i u temelje Zagrebačke škole scenske primjene folklora. Ona će, kao takva, potaknuti slične stavove o scenskoj primjeni folklora u mnogim zemljama te im poslužiti kao uzor i postati svjetski priznata i cijenjena.
Dragocjen je njegov pregled izvora za istraživanje povijesti i podrijetla plesa u Hrvatskoj od XIII. stoljeća nadalje. U toj studiji Ivančan daje uvid u hrvatsku plesnu kulturu kroz stoljeća, a govori i o dometima i interesima hrvatske etnokoreologije do sredine osamdesetih godina ovog stoljeća. Komparativno raspravlja o plesovima, njihovoj povijesti i razvitku, ovisno o političkim vezama i odnosima u Europi. 
Prema velikoj količini sabranih plesnih običaja i plesova, impozantnom broju izdanih knjiga, znanstvenih i stručnih radova, snimljenih filmova, TV emisija (20), magnetofonskih vrpci i fotografija, izdanih CD-a, Ivan Ivančan je bez sumnje daleko najplodniji hrvatski etnokoreolog. Sukladno mišljenju mnogih europskih etnokoreologa i koreografa koji u scenskoj prezentaciji vide spas od propasti i zaborava folklornih plesova, Ivančan piše i o problemima njihove scenske primjene. Razvija principe njene scenske primjene.

## Izbor iz bibliografije
- Narodni plesovi Hrvatske 1 (1956.)
- Istarski narodni plesovi (1963.)
- Narodni plesovi Hrvatske 2 (1963.)
- Podrijetlo i veze Korčulanskih kumpanija (1964.) (doktorska disertacija)
- Narodni običaji korčulanskih kumpanija (1967.)
- Narodni plesovi Hrvatske 3 (1969.)
- Folklor i scena: priručnik za rukovodioce folklornih skupina (1971.)
- Narodni plesovi Dalmacije 1 (1973.)
- Narodni plesovi Dalmacije 2 (1981.)
- Narodni plesovi i igre u Lici (1981.)
- Narodni plesovi Dalmacije 3 (1982.)
- Narodni plesni običaji Južne Dalmacije (1985.)
- Narodni plesni običaji Banije i Pounja (1986.)
- Narodni plesni običaji Međimurja (1987.)
- Narodni plesovi i plesni običaji Požeške kotline (1988.)
- Narodni plesni običaji Podravine 1 (1989.)
- Narodni plesni običaji Podravine 2 (1991.)
- Narodni plesni običaji u Hrvata (1996.)
- Narodni plesni običaji Podravine 3 (1998.)
- Molve - Narodni život i običaji (1999.)
- Sjećanja i snatrenja (2004.) (autobiografija)

## Izbor iz koreografija
- Podravski svati (motiv podravske svadbe)
- Ideju regruti (pjesme i plesovi Međimurja)
- Međimurska pisana nedelja (pjesme i plesovi Međimurja)
- Molvarski svati (fragment svadbe u podravskom selu Molve)
- Fašenski svati u Hrvatskom zagorju
- Krčki tancadur
- Kolo iz Ražanca
- Zaspal Pave (istarski balun)
- Smotra u Širokama (pjesme i plesovi Primoštena i okolice)
- Op đikac, naš je Lapac (pjesme i plesovi Like)
- Dubrovačka poskočica
- NA HATI (pjesme i plesovi Gradišćanskih Hrvata)
- Žito žela (pjesme i plesovi Karlovačkog pokuplja)
- Kad te moji svatovi probude (fragment Baranjskog svadbenog običaja)
- Ej, Igrišće plandovišće (pjesme i plesovi Slavonije)
- Ženina volja (pjesme i plesovi Posavine)
- U bunjevca salaš bili (fragment svadbenog običaja Hrvata Bunjevaca)
- Zagorski drmešari
- Primoštensko kolo
- Jedna mala ružica (pjesme i plesovi Međimurja)
- Lastovske poklade
- Smotra u Šibeniku
- Na Baniji bubanj bije (pjesme i plesovi Banije)
- Sa šibenskih otoka
- Dalmatinska poskočica

## Nagrade
- Orden rada sa crvenom zastavom (1975.)
- Orden Republike sa srebrnim vijencem (1984.)
- Nagrada Saveza kulturno-umjetničkih društava Beograda za zasluge u kulturno-umjetničkom amaterizmu (1985.)
- Kulturna nagrada Gradišćanskih Hrvata (1991.)
- Red Danice hrvatske s likom Marka Marulića (1996.)
- Red hrvatskog pletera (1998.)

## Vanjske poveznice
- Izbor iz diskografije na www.discogs.com (pristupljeno 13. kolovoza 2012.)
- Mačevni plesovi  Arhivirana inačica izvorne stranice od 14. listopada 2013. (Wayback Machine)